# Puistonmäki
Puistonmäki est le 12ème quartier d'Hämeenlinna en Finlande.

## Présentation
Puistonmäki est situé à environ deux kilomètres au nord du centre-ville. 
À l'est, la Puistonmäki du parc est limitée par le lac Vanajavesi et à l'ouest par le quartier d'Ojoinen.
À l'est du quartier , entre Tampereentie et Vanhankaupunginlahti, se trouve le parc municipal d'Hämeenlinna, ou Parkki,.